# キバラヒトリ
キバラヒトリ（Epatolmis luctifera）は、ヒトリガ科の昆虫の一種。

## 分布
日本では本州、四国、九州に分布するがやや局所的。

## 概要
和名の通り、腹部は黄色をしていて翅の大部分が黒色である。
本種はヒトリガ科の中では中型種で前翅長は17mm前後。各種草本を食草としている。
年二化で、5月と9月頃に成虫が発生する。
環境省のレッドデータブックによる指定は受けていないが、千葉県で消息不明・絶滅。宮崎県、福岡県、大阪府の3府県で絶滅危惧Ⅱ類。秋田県、宮城県の2県で準絶滅危惧種の指定を受けている。